# Cadillac Sixteen
La Cadillac Sixteen est un concept-car développé et présenté pour la première fois par Cadillac en 2003.

## Description
Le véhicule est équipé d'un moteur V16 à 32 soupapes en aluminium développé par Cadillac et développant 13,6 litres (13 584 cm3), exclusif a la Sixteen et basé sur l'architecture GM Generation IV LS. Il est couplé à une transmission automatique à quatre vitesses, à commande électronique, entraînant les roues arrière. Le moteur est doté de la technologie d'économie de carburant active Cylindrée à la demande, qui pouvait arrêter douze ou huit cylindres lorsque la pleine puissance n'était pas nécessaire. Le V16 était capable de consommer 14,1 L/100 km dans des conditions normales. Le moteur produisait au moins 1 014 ch (746 kW) et au moins 1 356 N m de couple sans aucune forme de suralimentation. La voiture elle-même pèse environ 2 270 kg.
La voiture faisait référence à la Cadillac V-16 des années 1930. Le concept car était une combinaison du thème de conception actuel Art et Science de Cadillac et de la Cadillac Eldorado de 1967. Des éléments de conception originaux supplémentaires ont été fournis par un concours de conception interne dirigé par le vice-président de GM, Bob Lutz. La Sixteen a le logo Cadillac sculpté en cristal solide sur le volant et une horloge Bulgari sur le tableau de bord.
Bien que la Sixteen soit restée un concept-car, son langage de conception a été mis en œuvre dans les véhicules suivants de Cadillac, plus particulièrement sur la Cadillac CTS de 2008. Depuis son dévoilement, des rumeurs ont refait surface concernant une possible production très limitée d'un modèle Cadillac exclusif. Une version réduite de la voiture, dénommée ULS (Ultra Luxury Sedan) ou XLS, avec un V8 standard et un V12 en option (ce dernier devait être appelé Cadillac Twelve), était censée être produite depuis 2005, mais a finalement été abandonné au profit de la Cadillac XTS.
Depuis que la Sixteen a été dévoilée pour la première fois, des rumeurs, des spéculations et de grands espoirs ont refait surface concernant la possibilité d'une production limitée d'un modèle exclusif de Cadillac, tel que la Sixteen, pour être le «vaisseau amiral ultime» de la marque et s'asseoir au sommet comme prochain vaisseau amiral, comme le montre le concept Cadillac Ciel de fin 2011,,.

## Dans les medias
Elle y était lors de l'épisode de Ride with Funkmaster Flex au Salon international de l'auto de New York 2003.
Toujours en 2003, Top Gear a passé en revue la Cadillac 16 avec son présentateur James May dans la saison 2, épisode 10. May a salué la Sixteen comme "exactement ce qu'une Cadillac devrait être" et a déclaré qu'elle devrait être mise en production.
Dans le film de comédie Click : Télécommandez votre vie de 2006 avec Adam Sandler, le personnage de Sandler est vu au volant d'une Cadillac Sixteen lorsqu'il rend visite à sa famille en 2017.
Dans le film Real Steel de 2011, avec Hugh Jackman, les parents de l'enfant sont vus monter et descendre d'une Cadillac Sixteen à environ 18 minutes, alors que le personnage de Jackman recueille son argent et son enfant.
Elle apparaît dans le jeu de course de 2005, Midnight Club 3: Dub Edition.